# Nicole Dzurko
Nicole Malina Dzurko, född 13 maj 2000, är en amerikansk konstsimmare.

## Karriär
I juli 2023 vid VM i Fukuoka var Dzurko en del av USA:s lag som tog silver i det akrobatiska lagprogrammet. I februari 2024 vid VM i Doha var hon en del av USA:s lag som tog brons i det akrobatiska lagprogrammet.